# Општина Леордина (Марамуреш)
Леордина (рум. Leordina) општина је у Румунији у округу Марамуреш.
Oпштина се налази на надморској висини од 399 m.